# Ramúne Pekarskyté
Ramúne Pekarskyté, née le 5 octobre 1980 à Pasvalys (URSS, aujourd'hui en Lituanie) est une handballeuse lituanienne naturalisée islandaise. Elle évolue au poste d'arrière gauche.

## Biographie
En avril 2014, elle signe un contrat d'un an avec une saison supplémentaire en option au Havre Athletic Club Handball pour remplacer remplacer Jovana Stoiljkovic partie à Nantes Loire Atlantique HB . Après les déboires du club havrais en fin de saison 2014-15 elle retourne en Islande au club Haukar Hafnarfjörður.

## Palmarès

### Club
compétitions internationales
- coupe des vainqueurs de Coupe : 1999 (1/8 de finale avec Eastcon AG Vilnius) - 2009 (1/4 de finale avec Levanger HK)
- Coupe des Villes : 2000 (1/8 finale avec Eastcon AG Vilnius)

compétitions nationales
- Championnat de Lituanie (1) : 2005
- Championnat d'Islande (1) : 2005
- Coupe d'Islande (2) : 2006, 2007

### Équipes nationales
championnat d'Europe
- 12e au Championnat d'Europe 1996 avec  Lituanie
- 15e au Championnat d'Europe 2012 avec  Islande

## Statistiques
2011-2012 : 129 buts / 2e meilleure buteuse du championnat norvégien

2012-2013 : 96 buts / 4e meilleure buteuse du championnat norvégien

2013-2014 : 87 buts / 41 passes décisives / 11e meilleure buteuse du championnat Danois (Moy. de 5,2 buts/match)